# Novotel Cup 2010
XXIII Novotel Cup rozgrywany był w dniach 8-10 stycznia 2010 roku w Luksemburgu. Organizatorem turnieju był Luksemburski Związek Piłki Siatkowej (FLVB). Zarówno w turnieju mężczyzn, jak i kobiet zwycięstwo odniosły reprezentacje Austrii.

## Turniej kobiet

### Drużyny uczestniczące
| Reprezentacja | Miejsce w poprzednim turnieju | Miejsce w rankingu FIVB |
| ------------- | ----------------------------- | ----------------------- |
| Austria       | 2                             | 58                      |
| Dania         | 3                             | 100                     |
| Luksemburg    | 4                             | –                       |
| Szkocja       | –                             | 80                      |

### Wyniki spotkań
| 8 stycznia 2010 |

|  | Austria | 3:0(25:19, 25:16, 25:17) | Dania |  |
|  |         | 3:0(25:19, 25:16, 25:17) |       |  |

|  | Szkocja | 2:3(18:25, 25:22, 29:27, 21:25, 13:15) | Luksemburg |  |
|  |         | 2:3(18:25, 25:22, 29:27, 21:25, 13:15) |            |  |

| 9 stycznia 2010 |

|  | Dania | 3:0(25:13, 25:18, 25:10) | Szkocja |  |
|  |       | 3:0(25:13, 25:18, 25:10) |         |  |

|  | Luksemburg | 0:3(13:25, 17:25, 21:25) | Austria |  |
|  |            | 0:3(13:25, 17:25, 21:25) |         |  |

| 10 stycznia 2010 |

|  | Austria | 3:0(25:12, 25:18, 25:12) | Szkocja |  |
|  |         | 3:0(25:12, 25:18, 25:12) |         |  |

|  | Luksemburg | 1:3(25:27, 25:22, 22:25, 16:25) | Dania |  |
|  |            | 1:3(25:27, 25:22, 22:25, 16:25) |       |  |

### Tabela końcowa
| Poz. | Reprezentacja | Mecze | Mecze | Mecze | Sety | Sety | Sety  | Małe punkty | Małe punkty | Małe punkty |
| Poz. | Reprezentacja | M     | Z     | P     | wyg. | prz. | ratio | zdob.       | str.        | ratio       |
| ---- | ------------- | ----- | ----- | ----- | ---- | ---- | ----- | ----------- | ----------- | ----------- |
| 1    | Austria       | 3     | 3     | 0     | 9    | 0    | MAX   | 225         | 145         | 1,552       |
| 2    | Dania         | 3     | 2     | 1     | 6    | 3    | 2,000 | 226         | 204         | 1,108       |
| 3    | Luksemburg    | 3     | 1     | 2     | 4    | 8    | 0,500 | 253         | 280         | 0,904       |
| 4    | Szkocja       | 3     | 0     | 3     | 2    | 9    | 0,222 | 189         | 264         | 0,716       |

## Turniej mężczyzn

### Drużyny uczestniczące
| Reprezentacja | Miejsce w poprzednim turnieju | Miejsce w rankingu FIVB |
| ------------- | ----------------------------- | ----------------------- |
| Austria       | –                             | 57                      |
| Luksemburg    | 2                             | 105                     |
| Łotwa         | –                             | 53                      |
| Szkocja       | –                             | 84                      |

### Wyniki spotkań
| 8 stycznia 2010 |

|  | Szkocja | 2:3(25:16, 15:25, 31:29, 12:25, 12:15) | Łotwa |  |
|  |         | 2:3(25:16, 15:25, 31:29, 12:25, 12:15) |       |  |

|  | Austria | 3:0(25:17, 28:26, 25:11) | Luksemburg |  |
|  |         | 3:0(25:17, 28:26, 25:11) |            |  |

| 9 stycznia 2010 |

|  | Austria | 3:0(25:19, 25:21, 25:15) | Łotwa |  |
|  |         | 3:0(25:19, 25:21, 25:15) |       |  |

|  | Luksemburg | 3:0(25:23, 25:18, 32:30) | Szkocja |  |
|  |            | 3:0(25:23, 25:18, 32:30) |         |  |

| 10 stycznia 2010 |

|  | Austria | 3:0(25:20, 25:19, 25:15) | Szkocja |  |
|  |         | 3:0(25:20, 25:19, 25:15) |         |  |

|  | Luksemburg | 3:2(25:20, 28:30, 19:25, 25:20, 15:13) | Łotwa |  |
|  |            | 3:2(25:20, 28:30, 19:25, 25:20, 15:13) |       |  |

### Tabela końcowa
| Poz. | Reprezentacja | Mecze | Mecze | Mecze | Sety | Sety | Sety  | Małe punkty | Małe punkty | Małe punkty |
| Poz. | Reprezentacja | M     | Z     | P     | wyg. | prz. | ratio | zdob.       | str.        | ratio       |
| ---- | ------------- | ----- | ----- | ----- | ---- | ---- | ----- | ----------- | ----------- | ----------- |
| 1    | Austria       | 3     | 3     | 0     | 9    | 0    | MAX   | 228         | 163         | 1,399       |
| 2    | Luksemburg    | 3     | 2     | 1     | 8    | 5    | 1,600 | 248         | 257         | 0,965       |
| 3    | Łotwa         | 3     | 1     | 2     | 3    | 7    | 0,429 | 273         | 282         | 0,968       |
| 4    | Szkocja       | 3     | 0     | 3     | 2    | 9    | 0,222 | 220         | 267         | 0,824       |

## Składy drużyn

### turniej mężczyzn

#### Austria
Trener:  Flavio Gulinelli
Asystent: Mark Lucas
| Imię i nazwisko    | Rok urodzenia | Wzrost (cm) | Klub                                |
| Peter Eglseer      | 1989          | 195         | SG supervolley                      |
| Simon Frühbauer    | 1988          | 185         | Amiens/Frau                         |
| Marcus Guttmann    | 1991          | 205         | SG VCA Hypo Niederösterreich        |
| Hubert Hinterecker | 1985          | 196         | UVC Graz AG                         |
| Alexander Huber    | 1985          | 180         | SG VBK Wörther-See Löwen Klagenfurt |
| Philip Ichovski    | 1991          | 200         | SG VCA Hypo Niederösterreich        |
| Stefan Kohlegger   | 1985          | 196         | Union Volleyball Arbesbach          |
| Daniel Müllner     | 1990          | 198         | Aon hotVolleys Wiedeń               |
| Stefan Nagy        | 1991          | 194         | SG supervolley                      |
| Matthias Pack      | 1985          | 187         | TSV Sparkasse Hartberg              |
| Robin Seidl        | 1990          | 193         | SG VBK Wörther-See Löwen Klagenfurt |
| Thomas Zass        | 1989          | 193         | SG VCA Hypo Niederösterreich        |
| Felix Koraimann    | 1989          | 196         | UVC Graz AG                         |

#### Luksemburg
Trener: Burkhard Disch
Asystent: Bogdan Birca
| Imię i nazwisko   | Rok urodzenia | Wzrost (cm) | Klub             |
| Ben Angelsberg    | 1987          | 190         | CHEV Diekirch    |
| Philippe Augustin | 1978          | 185         | CHEV Diekirch    |
| Djamel Belhaouci  | 1992          | 186         | VC Strassen      |
| Gilles Braas      | 1992          | 188         | RSR Walfer       |
| Pol Christophory  | 1988          | 190         | Northern Ireland |
| Dominik Husi      | 1990          | 185         | VBC Einsiedeln   |
| Raoul Jungers     | 1979          | 186         | CHEV Diekich     |
| Andy König        | 1985          | 200         | VC Lorentzweiler |
| Tim Laevaert      | 1987          | 190         | CHEV Diekich     |
| Ralf Lentz        | 1981          | 200         | VC Strassen      |
| Jan Lux           | 1984          | 201         | TV Düren         |
| Maciej Majchrzak  | 1982          | 193         |                  |
| Max Majerus       | 1989          | 187         | CHEV Diekirch    |
| Gilles Nizard     | 1990          | 186         | VC Strassen      |
| Florent Obdeijn   | 1988          | 186         | CHEV Diekirch    |
| Juan Pablo Stutz  | 1983          | 191         | VC Strassen      |
| Frantisek Vosahlo | 1989          | 190         | VC Strassen      |

#### Łotwa
Trener: Birzulis Aigars
Asystent: Aldis Jaundžeikars
| Imię i nazwisko     | Rok urodzenia | Wzrost (cm) | Klub          |
| Jānis Liepiņš       | 1992          | 200         | MSG/SEJA      |
| Andis Cimoška       | 1991          | 201         | MSG/SEJA      |
| Kristaps Septe      | 1992          | 203         | MSG/SEJA      |
| Atvars Vilde        | 1991          | 194         | SK Cēsis      |
| Martins Simkuss     | 1991          | 196         | LĀSE-R/Rīga   |
| Mārcis Gulbis       | 1992          | 190         | MSG/SEJA      |
| Mārtiņš Jansons     | 1991          | 187         | MSG/SEJA      |
| Haralds Regza       | 1992          | 198         | MSG/SEJA      |
| Rihards Finsters    | 1991          | 192         | RVS           |
| Kristaps Lisovskis  | 1991          | 192         | SK Vecumnieki |
| Gatis Slavēns       | 1992          | 201         | MSG/SEJA      |
| Jevgēņijs Tihonovs  | 1991          | 193         | LĀSE-R/Rīga   |
| Valters Krams       | 1991          | 191         | MSG/SEJA      |
| Matīss Pētersons    | 1991          | 201         | MSG/SEJA      |
| Kristaps Vāvers     | 1991          | 200         | MSG/SEJA      |
| Aleksandrs Solovejs | 1991          | 199         | RVS           |
| Ralfs Zeile         | 1991          | 201         | LĀSE-R/Rīga   |

#### Szkocja
Trener: Simon Loftus
Asystent: Iain Parker 
| Imię i nazwisko   | Rok urodzenia | Wzrost (cm) | Klub              |
| Alistair Galloway | 1981          | 191         | Su Ragazzi        |
| Alasdair King     | 1989          | 196         | Su Ragazzi        |
| Steven Todd       | 1984          | 193         | Su Ragazzi        |
| Brian O'Neill     | 1974          | 202         | Su Ragazzi        |
| Gavin Watt        | 1988          | 188         | City of Edinburgh |
| Barry McGuigan    | 1979          | 188         | City of Edinburgh |
| Stuart Edgar      | 1980          | 198         | Kilmarnock        |
| Euan Duncan       | 1991          | 192         | Kilmarnock        |
| Callum Green      | 1989          | 198         | Sheffield VC      |
| Sean Hendry       | 1991          | 192         | GB Dev Squad      |
| Andrew Stronach   | 1980          | 193         | Bon Accord        |
| Mike Penny        | 1983          | 195         | Team Fife         |